# GAZ
GAZ, zkratka názvu Gorkovskij avtomobilnyj zavod (Горьковский автомобильный завод), je ruský výrobce osobních, nákladních a vojenských automobilů se sídlem v Nižním Novgorodu (dříve Gorkij). Založen byl v roce 1929, od té doby bylo vyrobeno více než 16 milionů automobilů značky GAZ. Firma GAZ je součástí GAZ Group, největší ruské společnosti působící v automobilovém průmyslu, pod kterou spadá 18 závodů v deseti ruských regionech, mimo jiné společnosti PAZ a LiAZ vyrábějící autobusy a výrobce motorů Avtodiesel. GAZ je známý zejména díky svým vojenským a nákladním automobilům a díky osobním vozům Volha, Poběda a Čajka z dob SSSR. Dnes jsou ovšem osobní auta s 6,5 % podílem okrajovým produktem GAZu.

## Historie

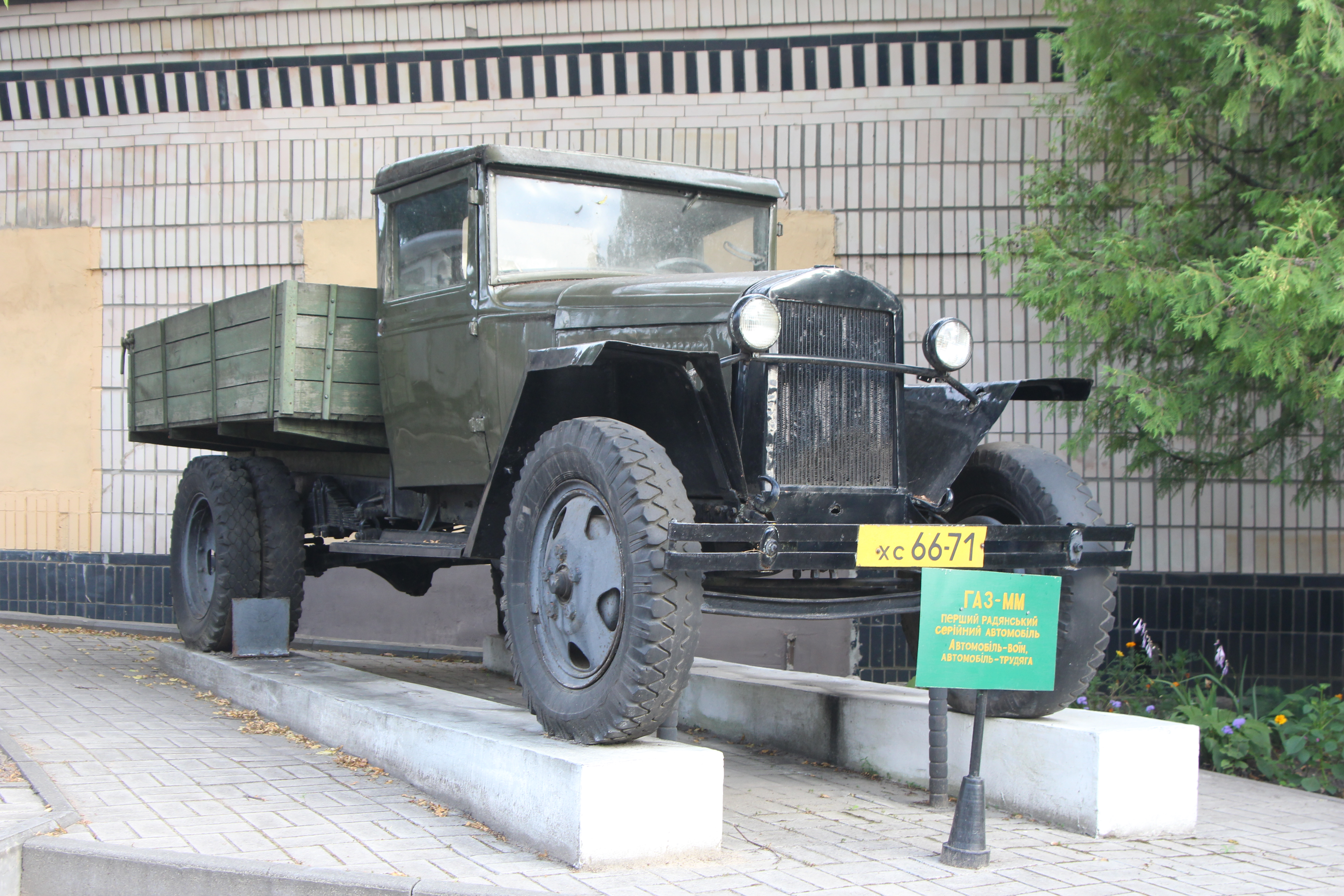
GAZ MM z roku 1938, Muzeum dopravy v Hluchivě

V roce 1929 byla na základě smlouvy o spolupráci mezi SSSR a americkou automobilkou Ford započata stavba továrny v Nižním Novgorodu, kde měl být podle dohody vyráběn nový osobní a lehký užitkový automobil podle licence fordu. Sériová výroba se rozběhla v lednu 1932, kdy vznikl první vůz NAZ-AA, založený na malém nákladním Fordu-AA. V témže roce následoval osobní model NAZ-A, shodný dle licence s Fordem-A. Automobilka byla oficiálně založena v roce 1932 jako Nižegorodskij avtomobilnyj zavod imeni V. Molotova (Nižěgorodský automobilový závod V. Molotova), a proto nesly první nové vozy jméno NAZ. Od roku 1933, po přejmenování města Nižný Novgorod na Gorkij v roce 1932, jsou všechny vozy označované jako GAZ. Inspiraci vozy Ford nesly také modely AAA a od roku 1936 nástupce modelu A, GAZ M-1. S postupem času byli sovětští konstruktéři schopni samostatně vytvářet vlastní automobily. Těsně před začátkem druhé světové války, v roce 1938, vznikl také první vůz 4x4 značky GAZ, model 61, vyrobený ale v malém množství.
V době Velké vlastenecké války v letech 1941 až 1945 se podnik přeorientoval na vojenskou výrobu. V roce 1941, po velmi rychlém vyprojektování, začala výroba terénního vozu s pohonem všech kol GAZ 64. Za jeden rok vznikl jeho modernizováním GAZ 67, který zůstal ve výrobě až do roku 1953. Oba modely typu jeep sehrály důležitou roli ve válečném úsilí sovětů. Automobilka z Gorkého mimo nich vyrobila přes 10 000 tanků (např. T-60 a T-70), obrněné vozidlo BA-64 a tisíce minometů, samohybných děl a vojenských motorů.

### Po II. světové válce

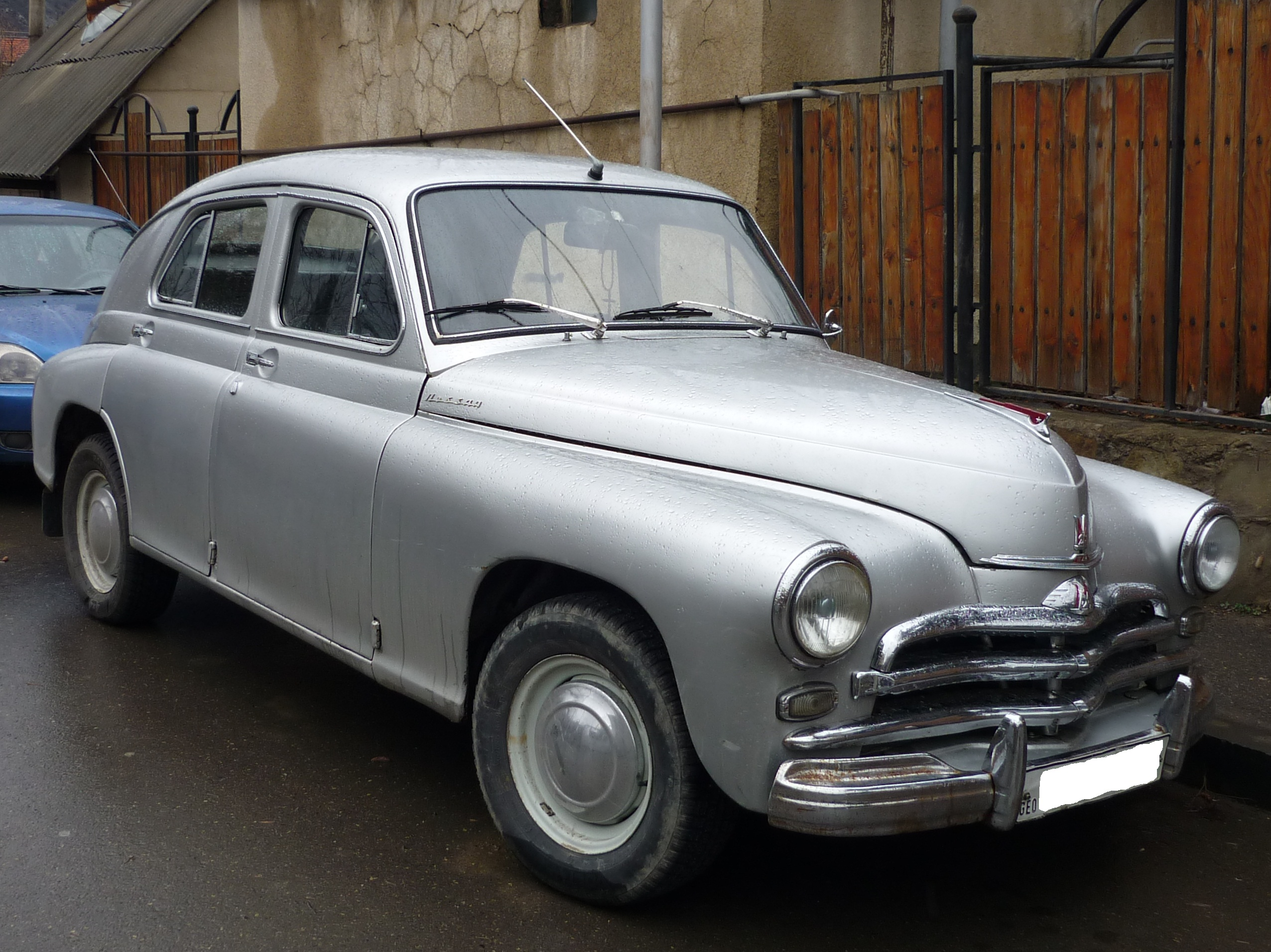
GAZ M-20 Poběda

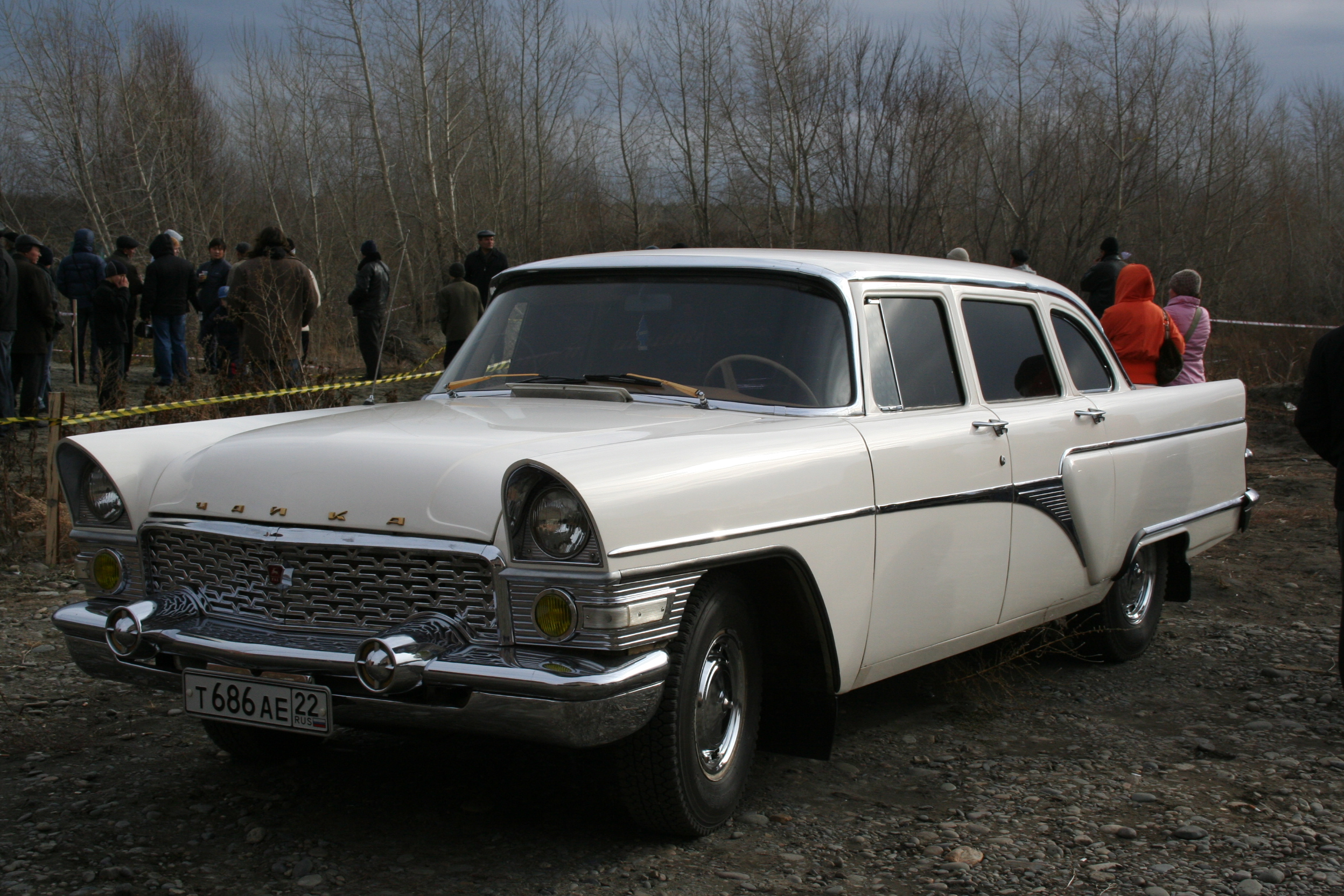
GAZ-13 Čajka

Již během války, v roce 1943, začal vývoj nového osobního automobilu, který měl přijít do sériové výroby po skončení bojů. Tímto vozem byl GAZ M20 Poběda (Vítězství), jenž se začal prodávat v červnu 1946. Vůz s moderním designem v ničem nepřipomínající předválečnou světovou produkci byl prvním sovětským automobilem se samonosnou karoserií a v licenci se vyráběl i v Polsku v automobilce FSO jako Warszawa. Druhou poválečnou novinkou byl pozdější úspěšný nákladní automobil GAZ-51. V roce 1950 začala výroba luxusního modelu GAZ-12 ZIM, který vyplňoval mezeru mezi modelem Poběda a špičkovými reprezentativními vozy ZIS. Název ZIM zkracoval Zavod Imeni Molotova, kterýžto oficiální název nesla automobilka až do roku 1956. Úlohu vlajkové lodi značky převzal po modelu 12 ZIM v roce 1959 typ 13 Čajka, který zůstal ve výrobě až do roku 1981 a jenž sloužil jako reprezentativní model vysokým představitelům komunistické strany i diplomatům. Posledním představitelem této kategorie vozů značky GAZ byl lineage 14 Čajka, který setrval ve výrobním programu do roku 1989.
Stárnoucí vojenský off-road GAZ 67 nahradil v roce 1953 známý GAZ 69. Tento úspěšný armádní automobil se v závodě v Gorkém vyráběl pouze do roku 1956, kdy byla jeho výroba přenesena na továrnu UAZ v Uljanovsku, kde se z něho později vyvinul model 469. Ovšem i nadále si vozy uchovaly značku GAZ, a to až do roku 1972, kdy byla výroba modelu 69 zastavena. V sektoru nákladních automobilů pokračoval vývoj modely 52/53 (1961-1992) a 66 (1964-1999).

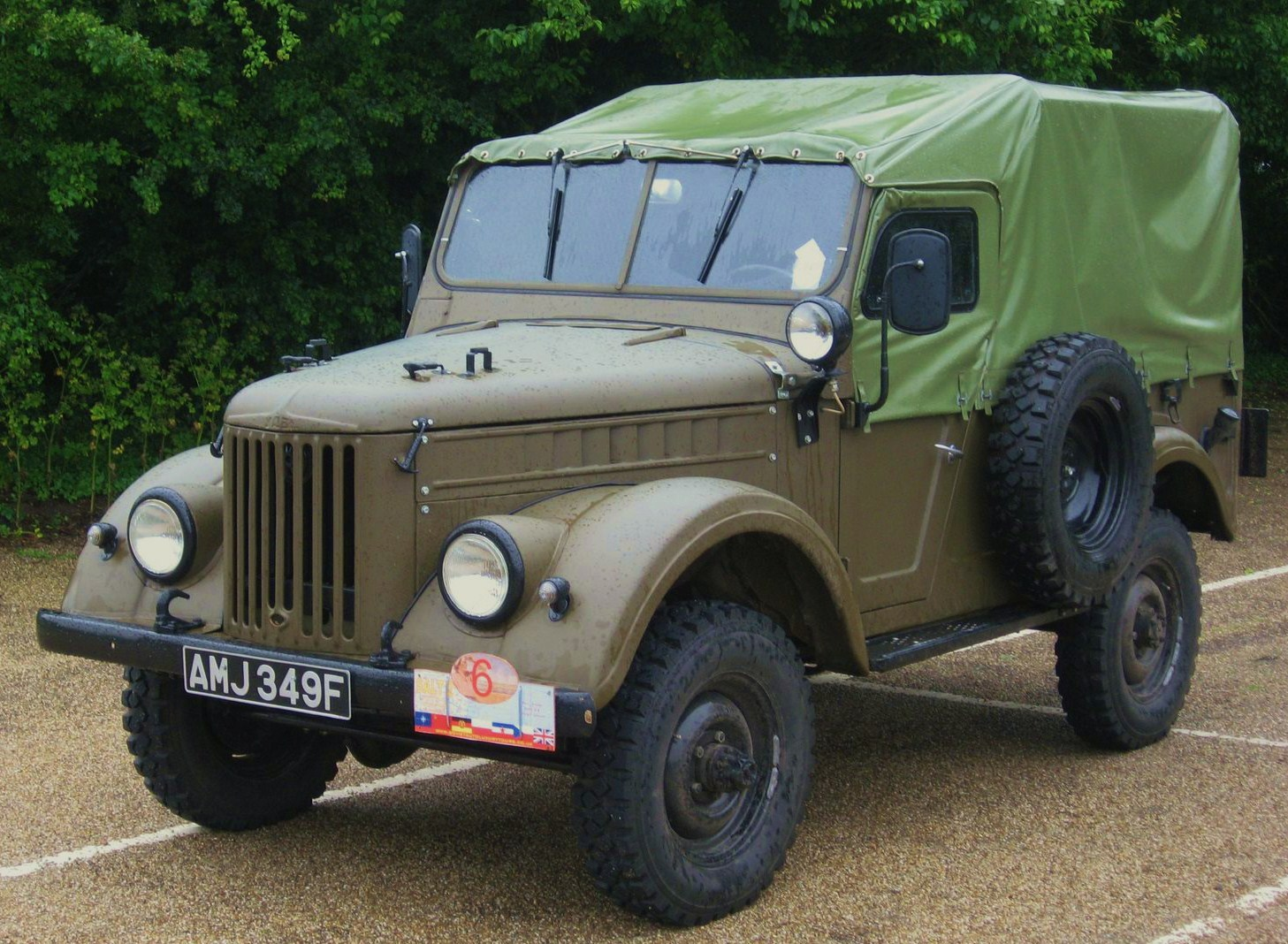
GAZ-69

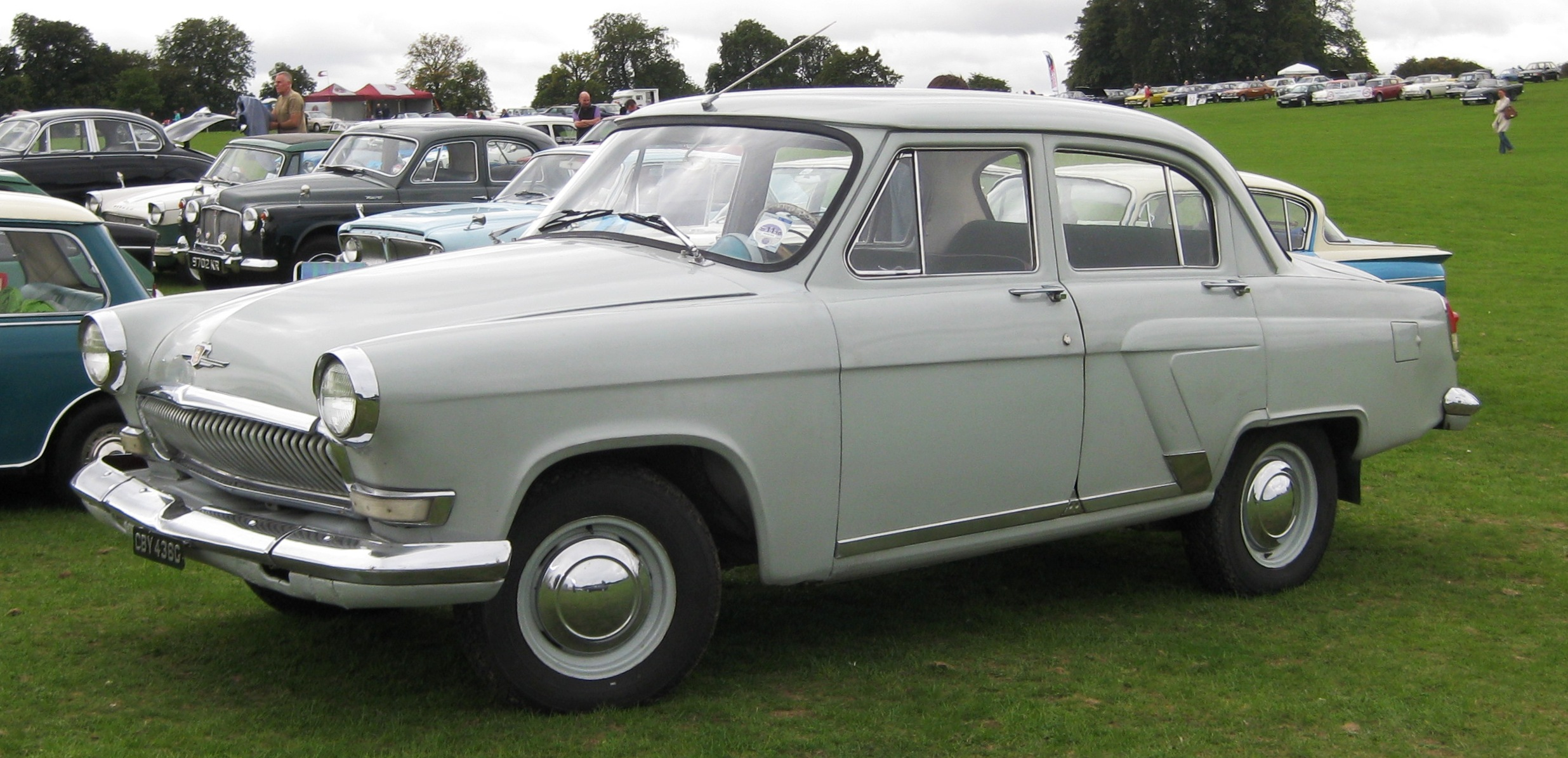
GAZ-21 Volha Carevna

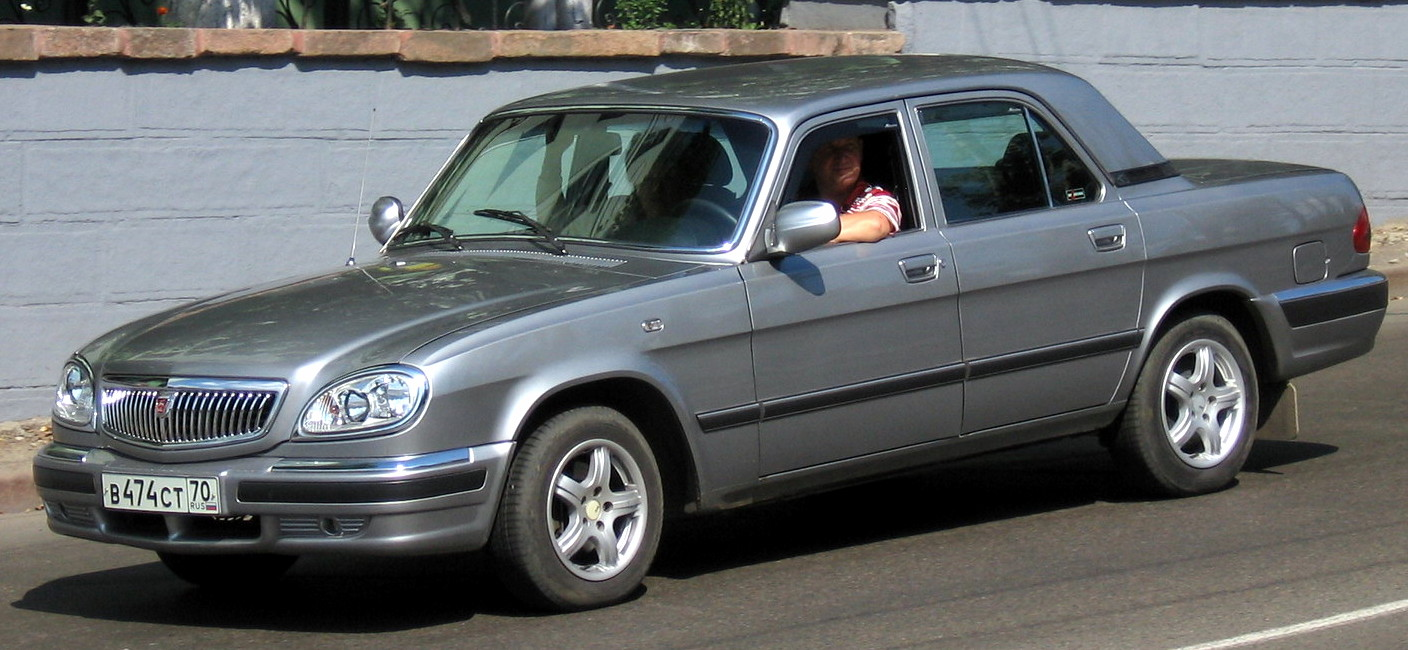
Novodobá Volha - typ 31105 (2004-2009)

V roce 1956 začala výroba legendárního modelu GAZ-21 Volha, zvaného též Carevna, který zaznamenal velký úspěch na východě i na západě, kde se i licenčně montoval v továrně v Antverpách. Robustní Volha se vyráběla jako sedan a kombi (M-22) a do roku 1970 se jí vyrobilo přes 600 000 kusů. V roce 1968 byl představen její stejnojmenný nástupce, GAZ M-24 Volha s moderní hranatou karoserií, který vydržel ve výrobním programu do roku 1985. Jméno Volha nesly i poté různé vozy - osobní model 24-10 (1985-1992), který byl pouze menší úpravou vyřazené M-24, nebo typ 3102 (od 1981), který setrval ve výrobě až do roku 2009. Přežil tak i GAZ-3110 Volha, jenž byl vyvíjen již po rozpadu SSSR a v těchto ztížených podmínkách se prodával pouze mezi lety 1996 až 2005 i typ 31105 (2004-2009).
V roce 1992 byl podnik přeměněn na akciovou společnost. Zatímco po rozpadu SSSR v roce 1991 začala výroba osobních automobilů upadat a nedokázala již navázat na své dřívější úspěchy, výroba nákladních automobilů přetrvávala bez potíží nadále a postupem času si vydobyla v nabídce GAZu nejdůležitější pozici. Po modelech 3307 (od 1989), 4301 (1992-1995) a 3306 (1993-1995) přišel na trh v roce 1994 nejúspěšnější a nejvýznamnější nákladní model značky, typ GAZelle (ГАЗель). Tento lehký užitkový a v Rusku velmi úspěšný automobil se prodává dodnes v mnoha provedeních - od klasické dodávky přes sanitku, valník až po mikrobus.
Značka GAZ vyráběla během své historie také autobusy. První z nich vznikl již v roce 1933 (typ 03-30 na podvozku modelu AA). Výroba různých modelů autobusů pokračuje dodnes, i když se nejedná o čistokrevné autobusy, ale pouze o upravené modely GAZelle nazývané Sobol. Vojenská technika vznikala jak před válkou v 30. letech (např. BA-10, BA-20), tak zejména během Velké vlastenecké války. Po ní vznikaly v Gorkém nejčastěji obrněné transportéry (BTR-60, BTR-70 a BTR-80) či specializovaná off-roadová vozidla.

## Současnost

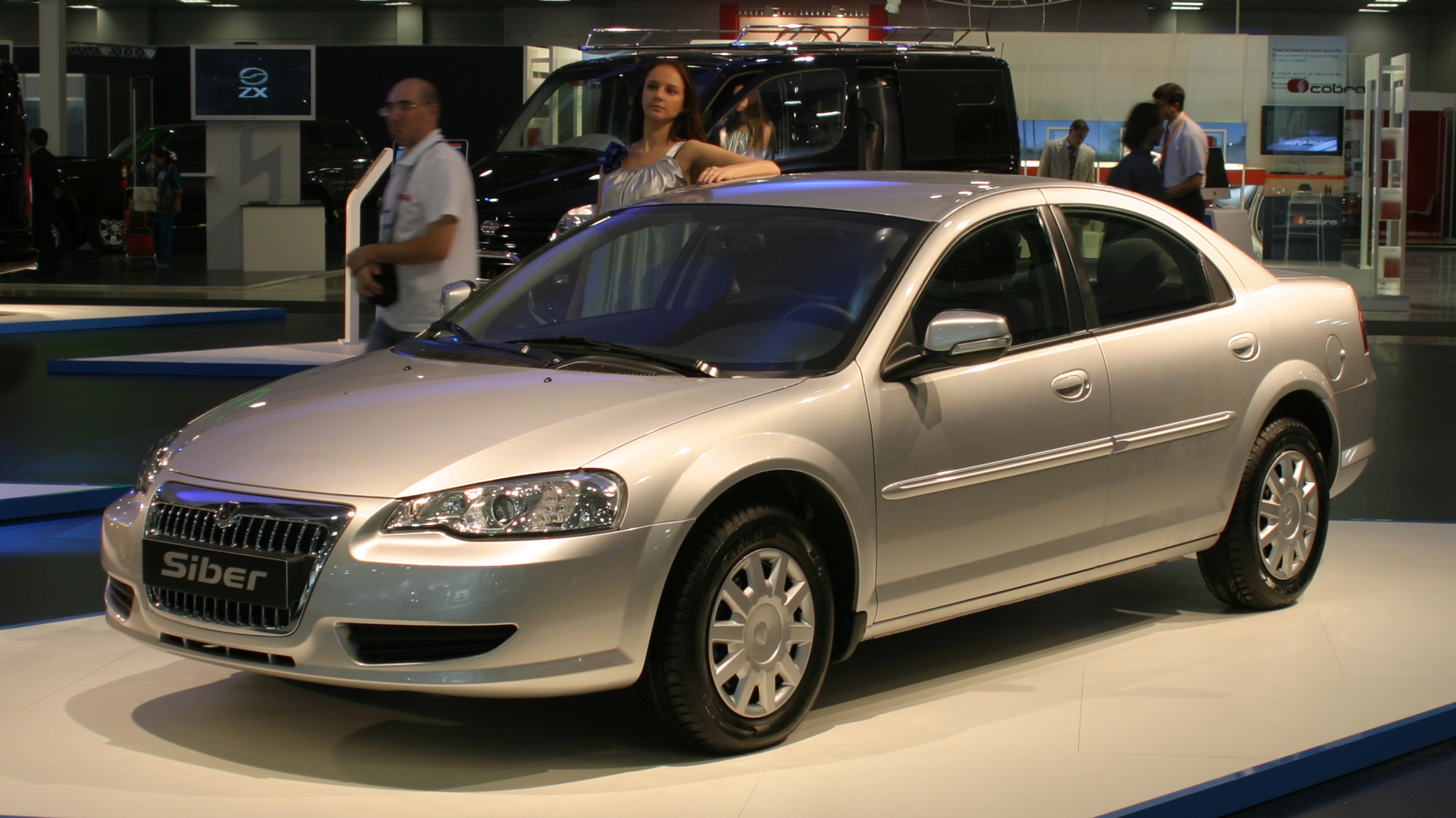
Volga Siber (2008-2010)

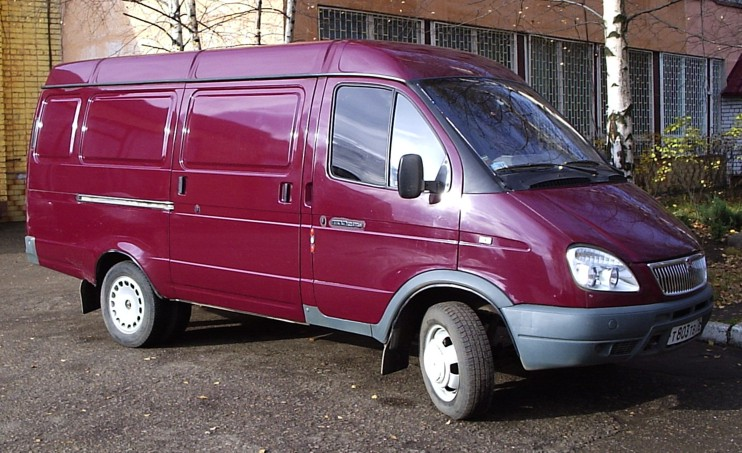
dodávka GAZelle

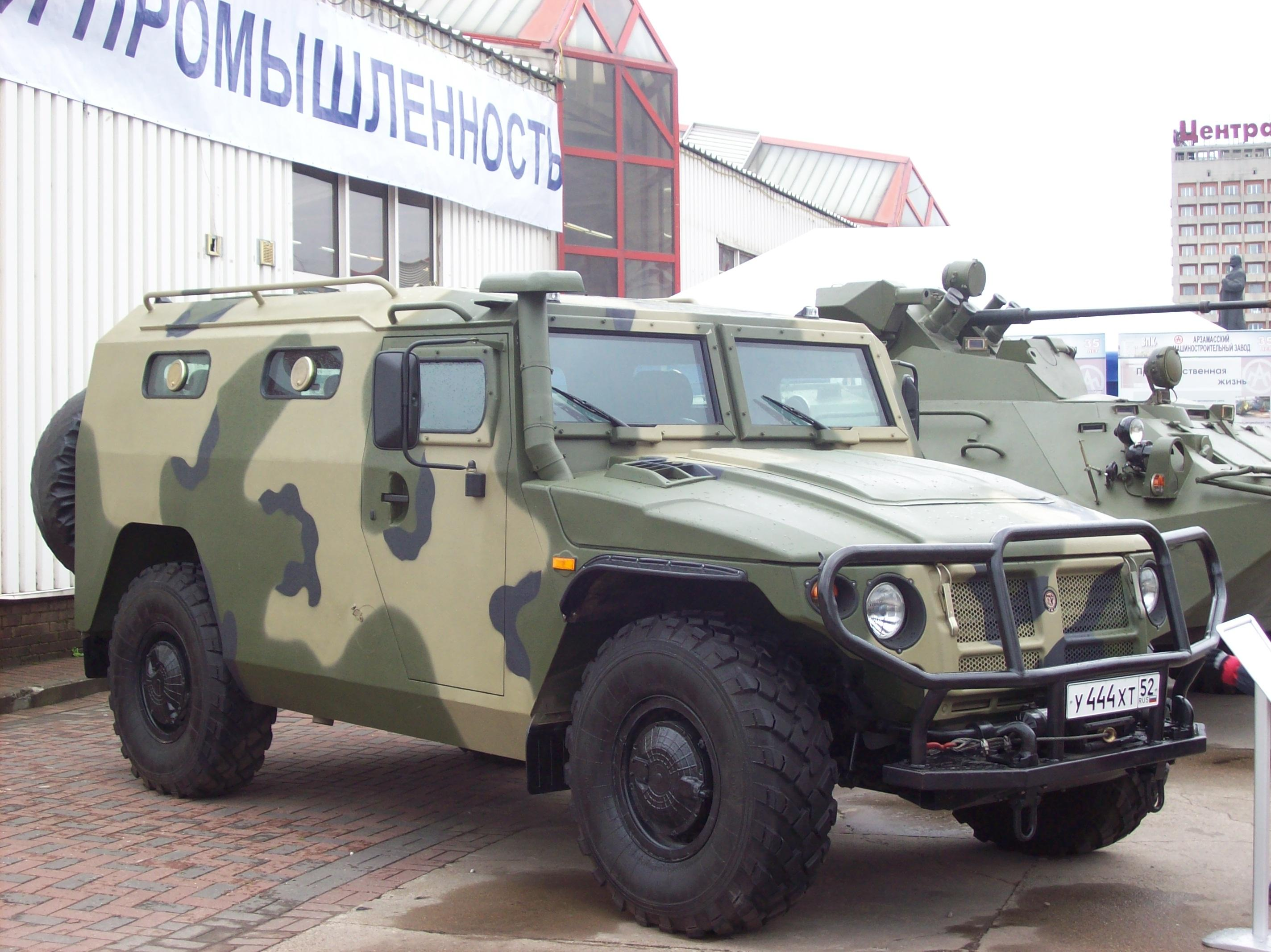
GAZ-2330 Tigr

V roce 2000 společnost koupila firma Basic Element ruského miliardáře Olega Děripasky. Od roku 2005 je automobilka GAZ hlavní značkou v koncernu GAZ Group, který podle ní nese jméno. Kromě samotné automobilky GAZ do něj dále spadají výrobci autobusů LiAZ a PAZ, výrobce motorů Avtodiesel, výrobce rypadel a bagrů Tver nebo výrobce těžkých nákladních vozů Ural Automobil Plant. V roce 2006 GAZ Group převzal britského výrobce užitkových automobilů LDV který ovšem na následky ekonomické krize v roce 2010 zkrachoval. I přesto je GAZ Group největší ruskou společností působící v automobilovém průmyslu. V roce 2010 skončila vlastní automobilka GAZ (nikoliv GAZ Group) na devátém místě v pořadí nově prodaných automobilů (společně s užitkovými vozy).
Produkce nových vozů je zaměřena především na lehké a těžké užitkové vozy, přičemž hlavní těžiště odbytu firma nachází v úspěšném modelu GAZelle a v jeho karosářských variantách Sobol (mikrobus) a Valdai (valník). Nejnovějším pokusem o návrat do třídy osobních automobilů byl model Volga Siber. Tento vůz, který měl navázat na slávu modelů Volha, byl založen na voze Chrysler Sebring, nesetkal se ovšem s úspěchem. Výroba začala v roce 2008 a byla ukončena již o dva roky později.
V roce 2009 usiloval GAZ Olega Děripasky o převzetí části společnosti Opel, jejíž mateřská automobilka General Motors se tou dobou potýkala s problémy způsobenými ekonomickou krizí. Společně s kanadsko-rakouskou firmou Magna usiloval GAZ o převzetí německé automobilky, poté ovšem došlo k obratu, kdy se General Motors rozhodlo si Opel ponechat. V současnosti se GAZ orientuje na spolupráci s německým koncernem Volkswagen, včetně s českou automobilkou Škoda Auto, která do koncernu také patří. Výroba automobilů Škoda Octavia a Yeti a Volkswagen Jetta nahradí ve výrobním programu model Volga-Siber. Dohoda z června 2011 počítá s maximální výrobní kapacitou až 110 000 vozů těchto značek v roce 2015.